# Eupithecia manifesta
Eupithecia manifesta es una especie de polilla de la familia Geometridae. La especie fue descrita por primera vez por Mironov et al, habiendo sido descrita en 2011, con distribución en China. El holotipo de la especie fue descrito a nivel de la ciudad de Lijiang, provincia de Yunnan.

## Descripción
Es una polilla de color marrón. Las alas anteriores cuentan con un matiz herrumbroso. Las líneas transversales son discretas. El punto discal es ovoide muy distintivo y negro. El área terminal del ala cuenta con una serie de rayas negruzcas entre las venas. El ala trasera es de color blanquecino en la mitad anterior y marrón a lo largo de los márgenes anal y terminal. El área terminal del ala con una pequeña mancha blanca. El punto disco es pequeño y pálido.